# Aleksandra & Konstantin
Aleksandra & Konstantin es un dúo musical bielorruso, formado por la cantante Aleksandra Kirsanova y el guitarrista Konstantin Drapezo. Representaron a su país en su primera participación en el Festival de la Canción de Eurovisión 2004, con la canción «My Galileo». Obtuvieron un 19º lugar en la semifinal del certamen, con un total de 19 puntos.
El dúo se forma en 1998 en Borisov, Bielorrusia. Sus primeras actuaciones consistían en interpretar covers de famosas canciones de jazz, country o blues, las cuales eran generalmente interpretadas en inglés.
En 2000, ganan un concurso de jóvenes talentos organizado por la Belaruskaja Tele-Radio Campanija, teniendo la oportunidad de grabar su primer álbum en sus estudios de grabación. Luego de su primer trabajo discográfico, realizan conciertos en Bielorrusia. Rusia, Ucrania, Estonia, Polonia y Alemania, y ganan distintos galardones en festivales tanto dentro como fuera de su país.

## Discografía

### Álbumes
- "Za likhimi za marozami" (Ковчег, 2001)
- "Sojka" (2003)
- "A&K Liepšaje" (West Records, 2004)
- "Aŭtanomnaja Navіhacyja" (West Records, 2006)
- "Kliučy zlatyja" (Vigma, 2009)
- "М1" (Vigma, 2013)[2]

### EP
- "My Galileo. The Best" (2004)
- "Масьленіца" (2011)[3]

## Literatura
- Д.П. (2008). ««АЛЯКСАНДРА І КАНСТАНЦІН»». Энцыклапедыя беларускай папулярнай музыкі [Enciclopedia de la música popular bielorrusa] (en bielorruso). уклад. Дз. Падбярэзскі і інш. Мінск: Зміцер Колас. pp. 15-16. ISBN 978-985-6783-42-8.